# (4393) Dawe
(4393) Dawe ist ein Hauptgürtelasteroid, der am 7. November 1978 von Eleanor Helin und Schelte John Bus vom Palomar-Observatorium aus entdeckt wurde.
Der Asteroid wurde nach dem Astronomen John Alan Dawe benannt.